# Willem van Haecht (écrivain)
Pour les articles homonymes, voir Willem van Haecht.
Willem van Haecht, né à Anvers vers 1530 et mort après 1585 et avant 1612 aux Pays-Bas septentrionaux, est un poète et dramaturge d'expression néerlandaise et l'un des poètes en titre de la chambre de rhétorique anversoise De Violieren.

## Biographie

### Avant l'arrivée du duc d'Albe
Issu d'une famille de peintres et de graveurs, il était dessinateur et, vraisemblablement, aussi libraire de profession.  Du peintre Willem van Haecht (1593-1637), il était le grand-oncle.
Sa devise était Behaegt Gods wille (à traduire comme « conformez-vous à la volonté de Dieu »).
Dès 1552, Van Haecht était affilié à une chambre de rhétorique, De Violieren, qui comptait parmi ses membres Cornelis et Floris de Vriendt ainsi que Maarten de Vos.  Il devint facteur (poète en titre) de cette société en 1558, succédant probablement à Jan van den Berghe, sympathisant du luthéranisme, lorsque celui-ci rencontrait des problèmes de santé.
En mai 1558, Van Haecht écrivit une moralité, Het spel van Scipio (Le Jeu de Scipion), représentée par ses compagnons devant le magistrat et les autres chambres de rhétorique.  Cette pièce n'a pas été conservée.
Cheville ouvrière du grand concours de littérature néerlandaise de 1561, pour lequel 1 393 rhétoriciens se rendirent à Anvers à cheval, Van Haecht avait écrit les pièces introductives, comme le jeu d'Apollon et de Pan, par lequel la compétition du landjuweel fut ouverte. C'était une pièce appropriée, rappelant aux arbitres le personnage mythologique de Midas, qui avait à choisir entre le chant d'Apollon et celui de Pan.  Les moralités de ce concours, ainsi que d'autres œuvres poétiques, furent publiées en 1562 avec une préface de sa main.  Apparemment, l'auteur voulait produire une œuvre de style Renaissance, tout en puisant sa matière dans la mythologie classique.  Toutefois, dans la deuxième partie de la pièce, celle-ci se tourne en sotternie médiévale. Van Haecht écrivit également la pièce d'adieu, Oorloff oft Adieu, et la pièce de clôture du jeu des haies (haagspel), qui suivait le landjuweel.  Dans la pièce d'adieu, il soutient la thèse que la décadence de Rome et celle d'autres anciens empires ne doit pas être attribuée à l'incrédulité ou au rejet de Dieu, mais au déclin des arts.
D'une chanson polyphonique à cinq voix, Ghelijc den dach hem baert, diet al verclaert, de la chambre De Violieren, vraisemblablement composée par Hubert Waelrant à l'occasion de l'ouverture de la compétition, les paroles néerlandaises seraient du facteur Van Haecht.  Ce poème, sous forme de chanson, est repris dans la moralité Het Oordeel van Tmolus, publiée en 1562, ainsi qu'imprimé sur une feuille volante avec la notation musicale.
En sa qualité de facteur, poète en titre et principal dramaturge des Violieren, il produisit trois moralités sur les œuvres des Apôtres, et en particulier celles de Paul, selon le goût du temps.  Une quatrième, conservée dans le même manuscrit, ne serait pas de sa main.  Ayant reçu, au préalable, l'approbation de Jan Huysmans, vicaire et paroissien de l'église Saint-Georges, elles pouvaient être jouées dans l'enceinte de la ville d'Anvers,.  Ses pièces rendent témoignage de la foi modérément luthérienne de Van Haecht et de l'intérêt que celui-ci portait à l'Antiquité.  Dans le manuscrit, conservé à la Bibliothèque royale de Belgique, elles sont intitulées Spel van Sinnen van dwerck der Apostelen (Moralité sur les actes des Apôtres).  Elles furent jouées le 9 avril 1563, et la deuxième et la troisième d'entre elles, le même jour l'année suivante,.  Ces pièces, respirant l'esprit d'Érasme, furent interdites en 1564.  Leur représentation, le 21 juin 1565, qui plut au public, aurait fait grincer les dents du clergé selon Godevaert van Haecht, un proche parent de l'artiste,.  Aujourd'hui, on considère ses moralités comme des porte-paroles de la doctrine par laquelle le luthéranisme essayait de se justifier.
En 1564, Van Haecht remporta le troisième prix au concours d'une autre chambre de rhétorique, la Goudbloem (Le Souci).
Van Haecht empruntait les sujets de ses pièces en partie à la mythologie classique. Cependant, il diffère des auteurs néerlandophones d'une génération précédente, tels que Colijn van Rijssele, dont l'élément classique des œuvres ne correspond qu'à une parure empruntée aux anciens, une apparence bien superficielle. Ainsi, son Oordeel van Tmolus tusschen Apollo en Pan (Arbitrage de Tmolos entre Apollon et Pan) témoigne d'une meilleure compréhension de l'esprit de l'Antiquité et du désir de représenter la réalité historique.
En outre, il prit connaissance de la poésie italienne et française de la Renaissance.

### Depuis l'arrivée du duc d'Albe
Forcé de prendre la fuite en 1567, à l'arrivée du duc d'Albe, Van Haecht trouva refuge à Aix-la-Chapelle et, de là, aux Pays-Bas septentrionaux
Pour la période qui suit, on connaît de lui Dry Lamentatien oft Beclaghinghen (Trois lamentations), imprimées en 1567.
Van Haecht revint à Anvers dès que la capitale économique et culturelle des Pays-Bas eut été libérée par les gueux et qu'elle eut obtenu un gouvernement calviniste. Quand, en 1578, la congrégation luthérienne put se reconstituer à Anvers, plus rien ne l'empêchait de pratiquer ouvertement sa foi luthérienne. La même année, il publia des gravures qui représentent la doctrine luthérienne de la grâce. En outre, il produisit sa propre version rimée des Psaumes au profit des congrégations luthériennes anversoise et bruxelloise. Ses éditions portent le privilège de deux princes catholiques : la première, de 1579, celui de l'archiduc Mathias, et celle de 1583, étrangement, celui du duc de Parme,. Cela indique qu'à l'époque, les adeptes de la Confession d'Augsbourg en Brabant n'étaient guère opprimés par les réformés. La deuxième édition contient également une annexe comprenant une traduction néerlandaise du Gloria Patris, traduit de sept façons.
Van Haecht entretenait des liens d'amitié avec l'humaniste et auteur bruxellois Iehan Baptista Houwaert,, qu'il compare à Marcus Tullius dans l'éloge liminaire du Lusthof der Maechden de Houwaert, publié en 1582 ou en 1583. Dans son éloge, Van Haecht précise encore que tout homme sensé devrait reconnaître que Houwaert écrit de façon éloquente et excellente.
Lorsqu'en 1585, Anvers, ville gouvernée par les calvinistes, eut tombé sous le joug du duc de Parme, il dut fuir sa ville natale une fois de plus, persécuté pour sa foi, et trouver refuge aux Pays-Bas septentrionaux.
Plusieurs chansons du chansonnier des gueux lui sont attribuées ; deux d'entre elles, difficilement datables, signées de Per Haecht, sur la base de cette signature. Dans ces chansons, Van Haecht se montre modéré par rapport aux autres poètes ayant collaboré à ce recueil. Ses chansons contiennent des exhortations à croire en Dieu et à invoquer son Nom, à écouter et à lire sa Parole, et parfois - selon Kalff - un soupir silencieux joint au modeste appel à l'adresse des souverains pour ne pas recourir à la force, ainsi qu'aux sujets pour obéir à ceux qui les gouvernent.
Il écrivit également quelques poèmes plus modestes, entre autres des chansons religieuses et des refrains (un genre qui s'apparente à la ballade), quelques dialogues, trois lamentations, une traduction des cinq Lamentations de Jérémie et des adaptations des Psaumes, partiellement incorporées dans le livre de chants de l'Église luthérienne néerlandaise.
Il mourut à la fin du XVIe siècle ou au début du siècle suivant.

## Œuvre

### Psaumes
Les Psaumes de Van Haecht ne sont pas les premiers d'observance luthérienne en langue néerlandaise. À Francfort-sur-le-Main, ville gouvernée par les luthériens et d'où les calvinistes venaient de se faire chasser, l'imprimeur Hans de Braeker publia, en 1565, un Hantboecxken, inhoudende den heelen Psalter qui comprend, à part de nombreux hymnes et chansons spirituelles, le psautier complet. Peu après, en 1567, suivent deux recueils semblables, sans mention de lieu ou d'imprimeur, mais le sous-titre indique qu'ils proviennent d'Anvers.
Des traductions de psaumes de Van Haecht, la première à être conservée date de 1567, mais c'est en 1579 et en 1583 que fut publiée une nouvelle version, de sa main, du psautier complet.  Celle-ci sera encore maintes fois réimprimée : à Amsterdam, entre autres, en 1605 et en 1634.  Elle était encore usitée par les luthériens jusqu'au 28 novembre 1688, l'année où la congrégation amstellodamoise adopta un nouveau psautier de leur confession, versifié par Jan van Duisbergh,,, que celui-ci avait publié l'année précédente.
Curieusement, plusieurs versions des psaumes, notamment celle de Van Haecht et des plus anciennes datant d'avant 1579, ont été imprimées l'un en regard de l'autre, initialement dans la deuxième partie comprenant les hymnes, mais dans les éditions ultérieures, immédiatement après la version rimée de Van Haecht.
Apparemment, la congrégation pouvait non seulement choisir quelle traduction elle voulait chanter, mais également sur quelles mélodies. Il y a des concordances entre mélodie et structure des strophes des Psaumes de Van Haecht et de ceux de Jan Utenhove, qui ne seraient que partiellement basés sur des airs français et pour une plus grande partie sur des mélodies d'origine allemande. Aussi, les airs, empruntés à des chansons spirituelles et, sans doute, aussi profanes, ont été réduits à des mélodies construites uniquement sur des rondes et des carrées,. Consciemment, Van Haecht cherche une concordance entre le nombre des syllabes et celui des notes, comme en témoigne sa critique des collections précédentes.

### Autres œuvres[32]
- (nl) Het Oordeel van Tmolus tusschen Appolo en Pan ; pièce écrite pour le landjuweel à Anvers en 1561 ;
- (nl) Oorloff oft Adieu ; pièce écrite pour le landjuweel de 1561 à Anvers ;
- (nl) Den Wellecome, ghespeelt by die Violieren. Het Oordeel van Tmolus tusschen Apolle ende den veltgodt Pan en Den Oerloff oft adieu van de Violieren van Antwerpen op Dlantjuweel. dragende de zinspreuk: Goetwillich van herten, Per Haecht ; pièce imprimée et publiée par Willem Silvius à Anvers en 1562 ;
- (nl) Spel van Sinnen op 't derde, vierde ende vijfste capittel van dwerck der apostelen ; moralités représentées le 9 avril 1563, le 9 avril 1564 et le 21 juin 1565 ;
- (nl) Dry lamentatien ofte beclaginghen, inhoudende dmisbruyck ende onverstandt die tegen Godswoordt nu van vele geuseert en gheleert worden, met goede onderwysinghe tegen sulcke verdoolde sinnen, enz. ; 1567 ;
- (nl) Dialogus van twee personagien ; [ 1574 ]
- (nl) Die Bekeeringhe Pauli, Spel van Sinne ; 1578 ; cette moralité lui fut attribuée, mais serait d'un autre auteur, peut-être d'un membre d'une chambre de rhétorique de Vilvorde[33] ;
- (nl) De vyf claechliederen Jeremie over Jerusalem ende dlandt Juda ; Anvers, 1578 ;
- (nl) De CL Psalmen Davids in nederduytsch gedicht gestelt door Willem van Haecht, mitsgaders de Lofsangen, Hymnen ende geestelycke Liedekens, zo die in de christelycke gemeente binnen Antwerpen (de confessie van Augsburg toegedaen zynde) zyn gebruyckende ; Anvers, 1579 ; le premier psautier luthérien de la congrégation luthérienne d’Anvers, imprimé dans cette ville et y réimprimé en 1583 ;
- (nl) O opperste waerheyt, diet al regeeren // moet ; refrain ;
- (nl) Hoe salich sijn die landen ; paroles de chanson imprimées (première source connue) en 1573 (?) dans le recueil de chansons de gueux ;
- (nl) Aenhoort ghy Heydensche nacie ; paroles de chanson imprimées (première source connue) en 1573 (?) dans le recueil de chansons de gueux.

## Ressources

### Sources
- (nl) Bibliothèque numérique des lettres néerlandaises
- (nl) Bonda, Jan Willem.  De meerstemmige Nederlandse liederen van de vijftiende en zestiende eeuw, Hilversum, Verloren, 1996, p. 216.
- (nl) Frederiks, Johannes Godefridus, et Frans Jozef van den Branden.  Biographisch woordenboek der Noord- en Zuidnederlandsche letterkunde, Amsterdam, L.J. Veen, 1888-1891, p. 309-310.
- (nl) Grijp, Louis Peter.  Conformisten en rebellen: rederijkerscultuur in de Nederlanden (1400-1650) (réd. Bart A. M. Ramakers), Amsterdam University Press, 2003, p. 324.
- (nl) Grijp, Louis Peter.  « De honger naar psalmen en schriftuurlijke liederen tijdens de Reformatie », Een muziekgeschiedenis der Nederlanden, vol. 1, éd. Louis Peter Grijp, Amsterdam University Press, 2001, p. 172.
- (nl) Kalff, Gerrit.  Geschiedenis der Nederlandsche letterkunde, vol. 3, Groningue, J.B. Wolters, 1907, p. 272-273, 278-282, 286-287, 289-290.
- (nl) Knuvelder, Gerard Petrus Maria.  Handboek tot de geschiedenis der Nederlandse letterkunde, vol. 1, Bois-le-Duc, Malmberg, [s. d.], 1978 ], p. 515-516.
- (nl) Mak, Jacobus Johannes, et Dirk Coigneau.  De Nederlandse en Vlaamse auteurs van middeleeuwen tot heden met inbegrip van de Friese auteurs (réd. Gerrit Jan van Bork et Pieter Jozias Verkruijsse), Weesp, De Haan, 1985, p. 244-245.
- (nl) Marnef, Guido.  Rederijkers en religieuze vernieuwing in Antwerpen in de tweede helft van de zestiende eeuw, Conformisten en rebellen: Rederijkerscultuur in de Nederlanden (1400-1650) (réd. Bart A. M. Ramakers), Amsterdam University Press, 2003, p. 181-184.
- (nl) Meppen, Karel Nicólaas.  Beknopte geschiedenis van het Christelijk gezangboek bij de Evang.-Luth. gemeenten in Nederland in gebruik, La Haye, M.J. Visser, 1865, p. 5.
- (nl) Overdiep, Gerrit Siebe.  Geschiedenis van de letterkunde der Nederlanden, vol. 3, Anvers/Bruxelles, Boekhandel / Bois-le-Duc, Teulings' Uitgevers-maatschappij, [s. d.] [ 1944 ], p. 197-198.
- (nl) Scholtz, D.  « Overzicht van de Amsterdamse Lutherse kerkmuziek », De Lutheranen in Amsterdam, 1588-1988: gedenkboek ter gelegenheid van 400 jaar Evangelisch-Lutherse Gemeente te Amsterdam, Hilversum, Verloren, 1988, p. 235.
- (nl) Steenbergen, Gerardus Johannes (éd.).  De bekeeringe Pauli, Zwolle, W.E.J. Tjeenk Willink, 1953, p. 14-19.
- (nl) Ter Laan, Kornelis.  Letterkundig woordenboek voor Noord en Zuid, 2e impr., La Haye / Jakarta, G.B. van Goor Zonen's Uitgeversmaatschappij, 1952, p. 194-495.
- (nl) Te Winkel, Jan.  De ontwikkelingsgang der Nederlandsche letterkunde III. Geschiedenis der Nederlandsche letterkunde van de Republiek der Vereenigde Nederlanden (1), les Héritiers F. Bohn, Haarlem, 1923, 2e impression, p. 38-39, 42.
- (nl) Van Bruaene, Anne-Laure.  Om beters wille: rederijkerskamers en de stedelijke cultuur in de Zuidelijke Nederlanden 1400-1650, Amsterdam University Press, 2008, p. 133-134.
- (nl) Van Even, Edward.  Het landjuweel van Antwerpen in 1561: eene verhandeling over dezen beroemden wedstrijd tusschen de Rederijkkamers van Braband, bewerkt naar eventijdige oorkonden en versierd met 35 platen, naar teekeningen van Frans Floris en andere meesters uit de 16e eeuw, Louvain, C. J. Fonteyn, 1861, p. 20.
- (nl) Van Haecht, Godevaert.  De kroniek van Godevaert van Haecht over de troebelen van 1565 tot 1574 te Antwerpen en elders (éd. Rob van Roosbroeck) (2 vol.), Anvers, De Sikkel, 1929-1930, vol. 1, 8.
- (fr) Van Montfrans, Manet.  Georges Perec : la contrainte du réel, Rodopi, 1999, p. 303.
- (fr) Van Voorst, Dirk Cornelis, et Jan Jacob van Voorst.  Catalogue raisonné de la précieuse collection de manuscrits et d'autographes de MM.D.-C. van Voorst, père, et J.-J. van Voorst, fils, Frederik Muller & Cie, F. Muller, 1859, p. 125.
- (nl) Witsen Geysbeek, Pieter Gerardus.  Biographisch anthologisch en critisch woordenboek der Nederduitsche dichters, vol. 3, HAE-IPE, C.L. Schleijer, Amsterdam, 1822, p. 1-4.

### Littérature
- (nl) Arens, John C.  Neophilologus, 44, 1960.
- (nl) De Vooys, Cornelis Gerrit Nicolaas.  « Apostelspelen in de Rederijkerstijd », Mededeelingen der Koninklijke Akademie van Wetenschappen: afd. Letterkunde, vol. 65, série A, no  5, 1928 [idem dans Oud-Holland, 45, 1928].
- (nl) Jaarboek De Fonteine, 1950.
- (nl) Hummelen, Wim Marinus Hendrik.  « Typen van toneelinrichting bij de rederijkers », Studia Neerlandica, 1, 1970-1971.
- (nl) Kooiman, Willem Jan.  Luther's kerklied in de Nederlanden, Amsterdam, N.V. drukkerij 't Koggeschip, 1943.
- (nl) Leuvense Bijdragen, 40, 1950.
- (nl) Liber Alumnorum Prof. Dr E. Rombauts, 1968.
- (nl) Steenbergen, Gerardus Johannes.  Nieuwe Taalg., 42 , 1950.
- (nl) Van den Branden, Lode.  Het streven naar verheerlijking: zuivering en opbouw van het Nederlands in de 16de eeuw, Gand, Koninklijke Vlaamse Academie voor Taal- en Letterkunde, 1956.

### Discographie
- (nl) Ghelijc den dach hem baert, chanson néerlandaise à cinq voix, composée à l'occasion du landjuweel de 1561, dont la musique est attribuée à Hubertus Waelrant et dont les paroles sont attribuées à Willem van Haecht. Œuvre interprétée par l'ensemble Camerata Trajectina.